# 16e cérémonie des Golden Globes
La 16e cérémonie des Golden Globes a eu lieu le 5 mars 1959, récompensant les films diffusés en 1958 et les professionnels s'étant distingués cette année-là.

## Palmarès
Les lauréats sont indiqués ci-dessous en premier de chaque catégorie et en caractères gras.

### Cinéma

#### Meilleur film dramatique
- La Chaîne (The Defiant Ones)
  - La Chatte sur un toit brûlant (Cat on a Hot Tin Roof)
  - Je veux vivre ! (I Want to Live!)
  - Retour avant la nuit (Home Before Dark)
  - Tables séparées (Separate Tables)

#### Meilleur film de comédie
- Ma tante (Auntie Mame)
  - Moi et le colonel (Me and the Colonel)
  - L'Adorable Voisine (Bell, Book and Candle)
  - Indiscret (Indiscreet)
  - Vacances à Paris (The Perfect Furlough)

#### Meilleur film musical
La récompense avait déjà été décernée.
- Gigi
  - Les Aventures de Tom Pouce (tom thumb)
  - South Pacific
  - Cette satanée Lola (Damn Yankees!)

#### Meilleur réalisateur
- Vincente Minnelli – Gigi
  - Richard Brooks – La Chatte sur un toit brûlant (Cat on a Hot Tin Roof)
  - Stanley Kramer – La Chaîne (The Defiant Ones)
  - Delbert Mann – Tables séparées (Separate tables)
  - Robert Wise – Je veux vivre ! (I Want To Live!)

#### Meilleur acteur dans un film dramatique
- David Niven pour le rôle du Major Pollock dans Tables séparées (Separate Tables)
  - Tony Curtis pour le rôle de John Jackson dans La Chaîne (The Defiant Ones)
  - Robert Donat pour le rôle du mandarin de Yang Cheng dans L'Auberge du sixième bonheur (The Inn of The Sixth Happiness) "nommé à titre posthume"
  - Sidney Poitier pour le rôle de Noah Cullen dans La Chaîne (The Defiant Ones)
  - Spencer Tracy pour le rôle de dans Le Vieil Homme et la Mer (The Old Man and the Sea)

#### Meilleure actrice dans un film dramatique
- Susan Hayward pour le rôle de Barbara Graham dans Je veux vivre ! (I Want To Live!)
  - Ingrid Bergman pour le rôle de Gladys Aylward dans L'Auberge du sixième bonheur (The Inn of The Sixth Happiness)
  - Deborah Kerr pour le rôle de Sibyl Railton-Bell dans Tables séparées (Separate Tables)
  - Shirley MacLaine pour le rôle de Ginnie Moorehead dans Comme un torrent (Some Came Running)
  - Jean Simmons pour le rôle de Charlotte Bronn dans Retour avant la nuit (Home Before Dark)

#### Meilleur acteur dans un film musical ou une comédie
- Danny Kaye pour le rôle de S.L. Jacobowsky dans Moi et le colonel (Me and the Colonel)
  - Maurice Chevalier pour le rôle d'Honoré Lachaille dans Gigi
  - Clark Gable pour le rôle de James Gannon / James Gallangher dans Le Chouchou du professeur (Teacher's Pet)
  - Cary Grant pour le rôle de Philip Adams dans Indiscret (Indiscreet)
  - Louis Jourdan pour le rôle de Gaston Lachaille dans Gigi

#### Meilleure actrice dans un film musical ou une comédie
La récompense avait déjà été décernée.
- Rosalind Russell pour le rôle de Mame Dennis dans Ma tante (Auntie Mame)
  - Ingrid Bergman pour le rôle d'Anna Kalman dans Indiscret (Indiscreet)
  - Leslie Caron pour le rôle de Gigi dans Gigi
  - Doris Day pour le rôle d'Isolde Poole dans Le Père malgré lui (The Tunnel of Love)
  - Mitzi Gaynor pour le rôle de l'Enseigne Nellie Forbush dans South Pacific

#### Meilleur acteur dans un second rôle
- Burl Ives pour le rôle de Rufus Hannassey dans Les Grands Espaces (The Big Country)
  - Harry Guardino pour le rôle d'Angelo Donatello dans La péniche du bonheur (Houseboat)
  - David Ladd (en) pour le rôle de David Chandler dans Le Fier Rebelle (The Proud Rebel)
  - Gig Young pour le rôle du Dr Hugo Pine dans Le Chouchou du professeur (Teacher's Pet)
  - Efrem Zimbalist Jr. pour le rôle de Jacob Diamond dans Retour avant la nuit (Home Before Dark)

#### Meilleure actrice dans un second rôle
- Hermione Gingold pour le rôle de Mme Alvarez "Mamita" dans Gigi
  - Peggy Cass pour le rôle d'Agnes Gooch dans Ma tante (Auntie Mame)
  - Wendy Hiller pour le rôle de Pat Cooper dans Tables séparées (Separate Tables)
  - Maureen Stapleton pour le rôle de Fay Doyle dans Cœurs brisés (Lonelyhearts)
  - Cara Williams pour le rôle de la mère de Billy dans La Chaîne (The Defiant Ones)

#### Golden Globe de la révélation masculine de l'année
La récompense avait déjà été décernée.
(ex æquo)
- Efrem Zimbalist Jr.
- Bradford Dillman
- John Gavin
  - David Ladd (en)
  - Ricky Nelson
  - Ray Stricklyn

#### Golden Globe de la révélation féminine de l'année
La récompense avait déjà été décernée.
(ex æquo)
- Linda Cristal
- Tina Louise
- Susan Kohner
  - Joanna Barnes
  - Carol Lynley
  - France Nuyen

### Télévision

#### Television Achievement
La récompense avait déjà été décernée.
(ex æquo)
- Paul Coates
- William Orr
- Red Skelton
- Ann Sothern
- Ed Sullivan
- Loretta Young

### Spéciales

#### Cecil B. DeMille Award
- Maurice Chevalier

#### Henrietta Award
Récompensant un acteur et une actrice.
La récompense avait déjà été décernée.
- Deborah Kerr
- Rock Hudson

#### Special Achievement Award
La récompense avait déjà été décernée.
- Shirley MacLaine pour l'actrice la plus polyvalente[2].
- David Ladd (en) dans Le Fier Rebelle (The Proud Rebel) pour une jeune prestation[3].

#### Samuel Goldwyn International Award
Récompensant un film étranger.
La récompense avait déjà été décernée.
(ex æquo)
- L'Eau vive •  France
- La Fille Rosemarie (Das Mädchen Rosemarie) •  Allemagne de l'Ouest
- La strada lunga un anno •  Italie /  Yougoslavie
- Atlantique, latitude 41° (A Night To Remember) •  Royaume-Uni
  - Deux yeux, douze mains (दो आँखें बारह हाथ) •  Inde

#### Golden Globe de la meilleure promotion pour l'entente internationale
La récompense avait déjà été décernée.
- L'Auberge du sixième bonheur (The Inn of The Sixth Happiness)
  - La Chaîne (The Defiant Ones)
  - Moi et le colonel (Me and the Colonel)
  - Le Temps d'aimer et le Temps de mourir (A Time to Love and a Time to Die)
  - Le Bal des maudits (The Young Lions)